# Renault 4CV
Vous lisez un « bon article » labellisé en 2008.
La Renault 4CV, du constructeur français Renault, est une voiture conçue sous le règne finissant de Louis Renault et sous la responsabilité de deux ingénieurs talentueux, Fernand Picard et Charles-Edmond Serre. Elle est présentée en octobre 1946 à la suite du développement de trois prototypes, dont deux secrètement pendant l'Occupation. C'est une petite voiture, mais elle est particulièrement spacieuse pour son époque et ses dimensions extérieures. La Renault 4CV — surnommée la « 4 pattes » mais aussi « la motte de beurre » à cause de sa forme et de la couleur jaune de ses premiers exemplaires — symbolise le retour de la paix et de la prospérité car elle est la première voiture française accessible au plus grand nombre comme l'indique le slogan publicitaire diffusé à l'époque : « 4 chevaux, 4 portes, 444 000 francs ! ». La 4CV est la voiture la plus vendue en France jusqu'en 1955. C'est la première française à atteindre une production d'un million d'exemplaires.
La production débute et sera essentiellement réalisée à Billancourt, mais une partie se fera également à l'usine de Flins (Seine-et-Oise). Elle durera de 1947 à 1961, année de sortie du 1 105 547e et dernier exemplaire. Avec la Dauphine, la 4CV sera, pendant près de quinze ans, le principal modèle commercialisé par Renault.

## Historique

### Conception et prototypes
La Renault 4CV est conçue en quasi-secret, en pleine clandestinité, pendant la Seconde Guerre mondiale, à une époque où les entreprises françaises de la zone occupée sont sous l'emprise allemande. Deux cadres de Renault, Serre et Picard, opposés à la collaboration avec l'occupant et qui plus tard entreront dans la Résistance, vont en octobre 1940 commencer à concevoir cette petite voiture populaire en prévision de l'après-guerre. Charles-Edmond Serre, 58 ans, est un des compagnons de la première heure de Louis Renault ; dessinateur industriel, il est devenu administrateur de la société et directeur des études et de la recherche. Fernand Picard, un de ses principaux adjoints, est lui entré chez le constructeur automobile en 1935 et est alors le directeur du bureau d'études.
Louis Renault, qui ne croit pas à une voiture populaire, même après avoir vu la Volkswagen Coccinelle au salon de Berlin en 1939, n'est pas informé du projet. C'est le premier véhicule de la marque pour lequel il n'est pas impliqué car, pour lui, l'automobile est un produit de luxe et c'est seulement sous la pression de la crise que ses ingénieurs ont réussi à le convaincre de lancer en 1938 la Juvaquatre, un modèle moins luxueux que ceux de la gamme habituelle du constructeur mais que Louis Renault n'appréciera pas.
Fernand Picard travaille avec un groupe très restreint de collaborateurs. Connu sous le nom de code « 106 E », le prototype n'est achevé qu'au bout de deux ans, en décembre 1942. Sa structure générale pourrait suggérer que ses concepteurs se seraient inspirés de la Volkswagen Coccinelle, particulièrement pour son avant arrondi, mais cette hypothèse n'est pas toujours acceptée et semble même surprenante. En effet, en 1946, Marcel Paul, ministre communiste de la Production industrielle invite Ferdinand Porsche, à cette époque prisonnier en France, à donner son avis sur la future Renault 4CV. Néanmoins, Pierre Lefaucheux est furieux de cette initiative et exprime très vite son mécontentement au Premier ministre : « J’ai accepté de remettre un dossier au professeur Porsche concernant la 4CV, nous exécutons actuellement les outillages. Nous étudierons bien entendu avec la plus grande attention les remarques qui pourraient être faites, [...] mais il est bien entendu que nous resterons les seuls juges de l’opportunité de suivre ou de ne pas suivre ses suggestions éventuelles ». Le ministre insistant, neuf rencontres auront lieu, mais l'intervention n'aura aucune influence sur la 4CV. « Nous estimons que la 4CV peut être lancée en série dans un an », déclare Porsche aux représentants du ministre.[pas clair]

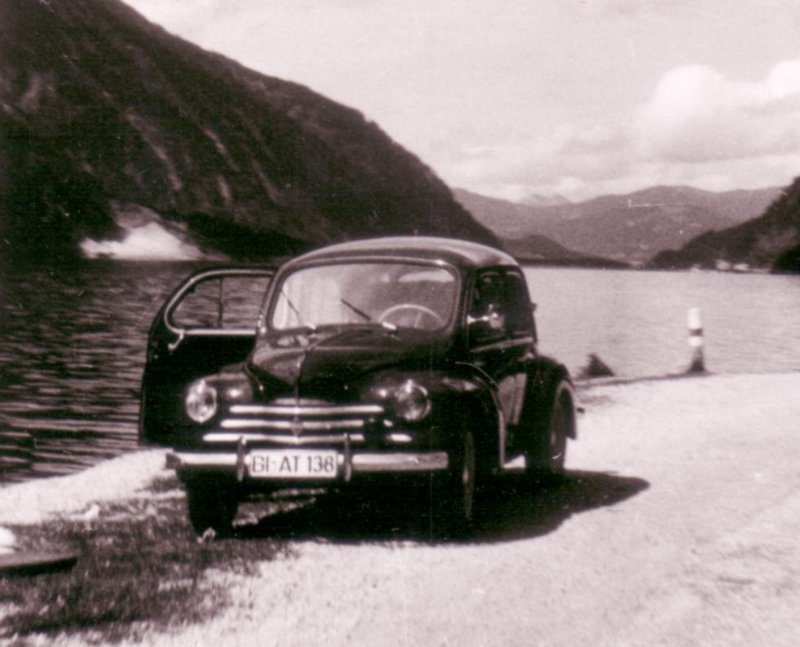
La 4CV en vacances.

Fabriqué en aluminium, ce prototype n'a que deux portes et son style est plutôt ingrat. Échappant miraculeusement à un bombardement visant les usines Renault, le prototype effectue ses premiers tours de roues le 4 janvier 1943, autour de Meudon. D'une cylindrée de 760 cm3, il atteint 84 km/h sur le plat et réussit à grimper des pentes de 17 % en quatrième vitesse avec quatre personnes à bord. Le prince von Urach, héritier de la couronne du Wurtemberg et directeur de Renault sous l'occupation, se rend néanmoins compte qu'un projet se trame à son insu et interroge Picard sur un curieux engin peint en vert que l'on a vu passer à plusieurs reprises du côté du pont de Sèvres. Picard dément avec force, suspend les essais pendant une quinzaine avant de continuer ses recherches avec une voiture repeinte en noir.
Charles-Edmond Serre présente le prototype à Louis Renault courant 1943. Mais celui-ci refuse le modèle, il ne veut pas d'une voiture populaire et n'aime pas l'esthétique de la 4CV.
En dépit de l'interdiction des autorités d'occupation de poursuivre quelque développement que ce soit et de la préférence de Louis Renault pour un projet de berline 11 CV, le deuxième prototype est développé et assemblé en mars 1944. Son dessin est dû à Roger Barthaud, dirigeant du département des carrosseries de Billancourt. Il est largement modifié par rapport au premier projet. Il effectue, lorsque la guerre le permet, quelques tours de pistes pour des essais.
Deux événements accélèrent l'évolution du modèle : la Libération et l'arrestation de Louis Renault pour faits de collaboration et, par suite, la nomination de Pierre Lefaucheux à la tête de la Régie nationale des usines Renault comme administrateur provisoire en octobre 1944 et PDG en mars 1945. Celui-ci saisit l'intérêt du projet et impose d'améliorer le modèle. Très tôt après avoir pris la tête de Renault, Pierre Lefaucheux réalise quelques essais sur un prototype de Renault 4CV. Il est dès lors convaincu de reprendre la conception de ce modèle, en y apportant néanmoins quelques modifications. Il décide alors de remplacer les deux-portes par une version quatre-portes, ayant eu des difficultés par sa haute stature à entrer à l'arrière du prototype. Lefaucheux ne possède pas d'affection particulière pour l'automobile en général. Par ailleurs, il considère que l'avenir des entreprises Renault passe par une stratégie fordiste. La seule manière de garantir un prix de vente bas consiste en la fabrication d'un modèle unique adapté à la demande du marché.
C'est donc en novembre 1945 que le troisième et dernier prototype, proche de la version de série, voit le jour. À l'inverse des deux précédents, ce prototype est équipé de quatre portes, orientant ainsi le véhicule vers la catégorie familiale. En 1946, les ingénieurs s'aperçoivent que la hauteur des phares n'est pas réglementaire. Or, les machines-outils sont déjà fabriquées. C'est ainsi que Fernand Picard parvient à faire proposer par la Commission Nationale Automobile la modification de la hauteur des projecteurs à 550 mm.

### Production

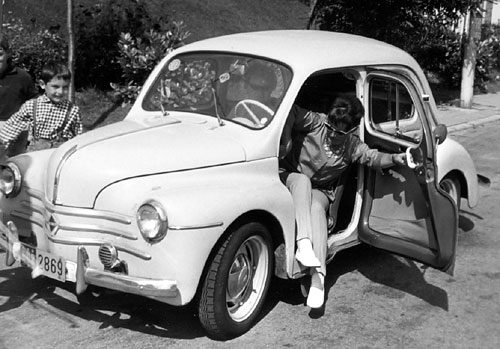
Les portières avant de la 4CV sont de type « suicide ».

La production des Renault 4CV ne démarre qu'à l'été 1947, en raison des dommages subis par les industries durant la guerre et des délais nécessaires à la restauration des machines, sous la forme d'une série de 300 exemplaires destinés aux concessionnaires qui vont ainsi assurer la promotion de la voiture. La 4CV devient l'unique nouveau modèle Renault d'après-guerre (le break Juvaquatre continue d'être produit). En effet, la situation économique du pays est précaire et le gouvernement de De Gaulle contrôle les programmes de fabrication des différentes entreprises nationales depuis le 27 septembre 1944. À cette date, les entreprises sont réquisitionnées et, sur proposition de Robert Lacoste, ministre de la Production industrielle, sont ensuite nationalisées. Le plan quinquennal — « Plan Pons » — limite la production des modèles ainsi que leur cylindrée. Pierre Lefaucheux devra d'ailleurs batailler quelques mois avec le ministère de la Production industrielle, car ce plan prévoyait initialement que Renault se concentre sur les véhicules industriels.

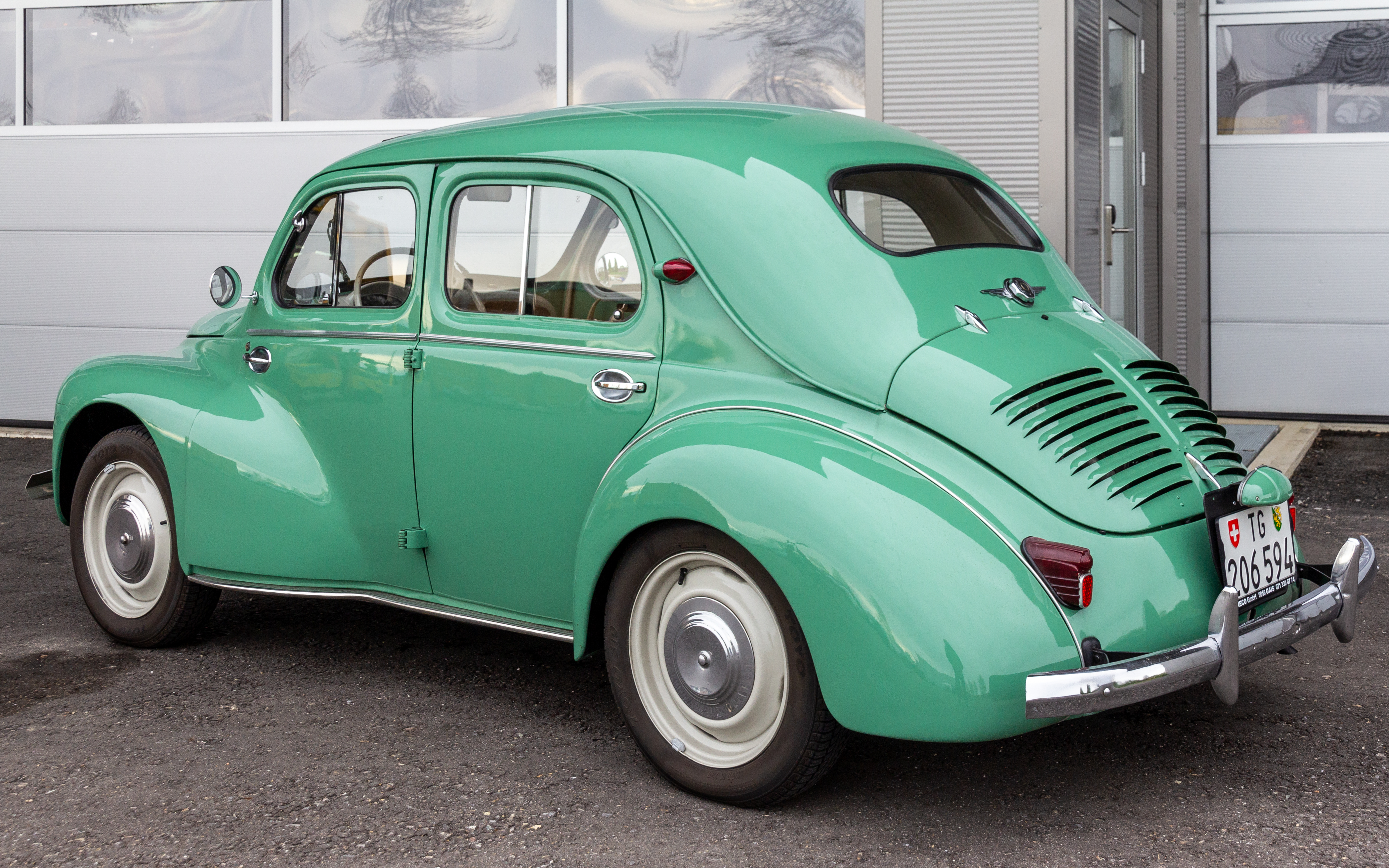
Arrière.

La première 4CV de série descend des lignes de montage de l'île Seguin le 12 août 1947. La 4CV est un succès : la production quotidienne est de 15 véhicules en 1948 pour atteindre 375 exemplaires en 1950, nombre impressionnant pour l'époque. Pour en obtenir une, le délai est d'un an, en raison de la forte demande, mais aussi de problèmes de fabrication. La 4CV, construite délibérément sur de grandes lignes automatisées et intégrées afin de réduire le prix de revient, est emblématique des débuts de la consommation de masse. La gamme s'étoffe ainsi de deux niveaux de finition (luxe et normal) en 1948, d'une finition « grand luxe » en 1949 et d'une « R1063 » en 1950. Le modèle « grand luxe » voit sa puissance augmentée de 4 ch pour atteindre 21 ch et bénéficie d'un toit découvrable, en toile. Le second modèle, la R1063, est une version sportive de 32 ch, qui participa à de nombreuses courses automobiles, dont les 24 Heures du Mans. L'appellation de « 1063 » fut choisie pour faire suite au nom de code de la version de série, qui est « 1062 ». Ce modèle fut fabriqué à 80 exemplaires.
La 4CV évolue au fil des ans : les changements les plus marquants sont, sur les modèles 1954, l'abandon de la « moustache » à six barrettes sur la face avant, au profit d'une plus simple à trois barrettes, puis l'adoption, conjointement à la Dauphine et quelques années avant la fin de la production, de roues à jantes pleines au lieu des précédentes roues à jantes en étoiles démontables.

### Succès populaire

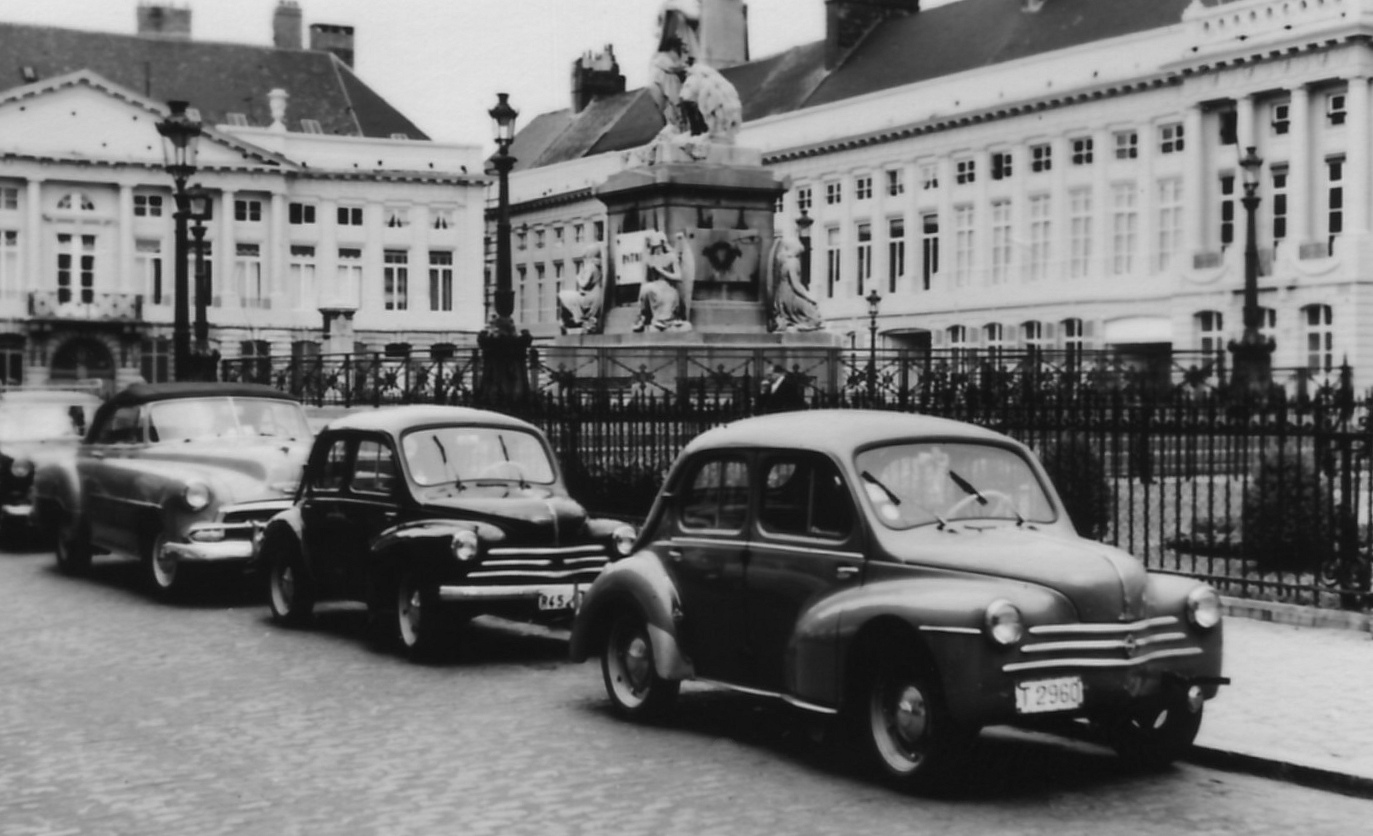
Deux 4CV à Bruxelles en 1958.

Présentée aux Français lors du 33e salon automobile de 1946 qui ouvre ses portes après 8 ans d'interruption, la Renault 4CV remporte un franc succès, en particulier pour la position arrière de son moteur, et malgré sa sensibilité extrême au vent latéral, qui la rend difficile à maîtriser en ligne droite en dépit de la direction à crémaillère. Elle est aussitôt surnommée « la motte de beurre » en raison de sa forme, mais surtout de sa couleur unique jaune sable. En effet, la peinture hâtivement utilisée pour les premiers modèles provient des surplus de l'armée allemande récupérés comme réparations de guerre, cette peinture avait servi à peindre les chars de l'Afrika Korps,.
Dans l'immédiat après-guerre, les industries se remettent lentement en activité et la 4CV est la première nouvelle automobile, ce qui explique son succès au salon de l'automobile de Paris. Elle devient ainsi la première voiture française vraiment populaire. Les affiches publicitaires de l'époque, signées Raymond Savignac, proclament même que la Renault 4CV « remet la France sur quatre roues ». La « motte de beurre » s'attire la sympathie d'une nouvelle population d'acheteurs qui, avec les congés payés et malgré de faibles moyens, découvrent le rite des grands départs en vacances. La 4CV s'impose comme le symbole d'une liberté et d'une joie de vivre retrouvées après cinq ans de conflit. Selon l'historien J-C Daumas, la 4CV est, avec la Citroën 2 CV, l'instrument de la démocratisation du marché automobile en France, même si son prix de vente est relativement élevé (en 1948, elle vaut 245 000 FRF, soit une année de salaire moyen français). La publicité met en avant cette évolution : une photographie représente par exemple Lucky, un mannequin français, à bord d'une 4CV devant l'immeuble de Christian Dior,.

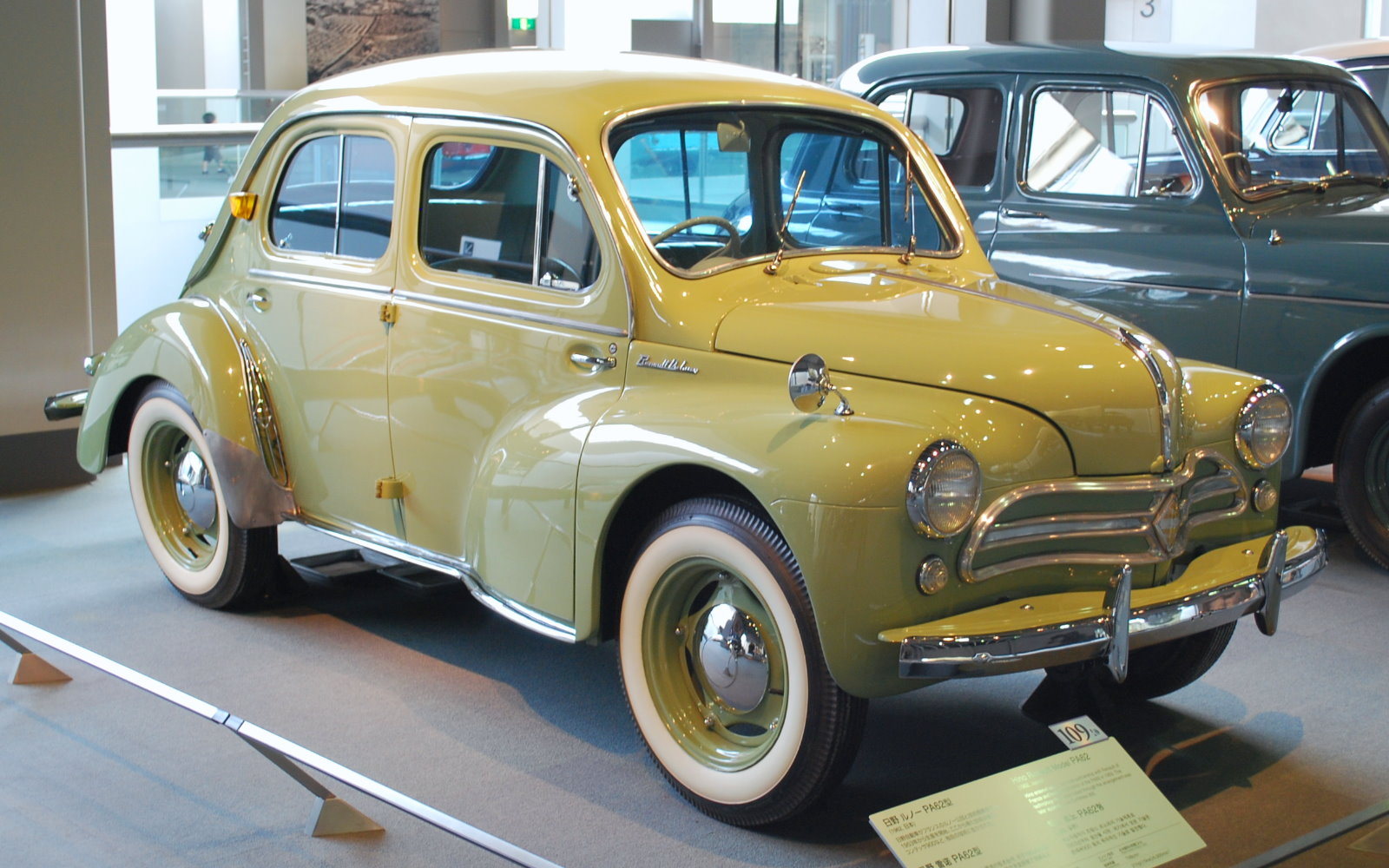
La Hino 4CV japonaise.

Le succès est tel en France que même l'Amérique, en 1951, importe près de 170 000 exemplaires de la 4CV. Cette même année, des négociations commencent pour la fabrication sous licence Renault de la 4CV par la marque japonaise Hino. Le 26 février 1953, Renault signe ainsi un accord à Tokyo avec Shoji Okubo. De 1962 à 1963, Renault renforce ses contrats de production de 4CV hors des frontières françaises. En Argentine apparaît une version utilitaire, dépouillée de sièges arrière et équipée d'un moteur à faible taux de compression acceptant du carburant à bas indice d'octane. Ce modèle exporté dans toute l'Amérique du Sud commence également à intéresser le Mexique, lassé des vieilles américaines à forte consommation.
Le 6 juillet 1961, la fin de la production de la 4CV est décidée, après 1 105 547 exemplaires vendus. De nouveaux modèles, mieux adaptés à la demande, font leur apparition. Depuis, de nombreux particuliers font revivre la petite Renault, véritable mythe automobile chez les passionnés. Le constructeur Renault célèbre même les cinquante ans de son modèle avec la présentation, en 1996, du concept « Fiftie », version de la 4CV remise aux standards des années 1990.

## Les différentes versions

### Monde du travail

#### 4CV Affaires
L'économie du monde ayant repris progressivement son cours, Renault est appelé à proposer, en octobre 1951, un modèle moins habillé et surtout moins cher. Dénommé 4CV Affaires, ce modèle présente néanmoins exactement les mêmes caractéristiques que la version de base. Fin 1954, l'Affaire reçoit un deuxième feu arrière mais se différencie toujours des autres modèles par son absence totale de chrome et son équipement sommaire. Sur les versions Affaires modèles 1952 et 1953, Renault propose le toit ouvrant.

#### 4CV Sport
La 4CV Sport apparaît dans le catalogue le 15 décembre 1951 (gamme 1952) et remplace sur le catalogue La Luxe et La Grand Luxe. Son « moteur Billancourt », type R1062, de 747 cm3 de cylindrée développe une puissance de 21 ch. Les teintes de carrosserie proposées évolueront au fil des années. Parmi les teintes disponibles en 1959 : Blanc Réjane, Bleu Capri, Noir, Gris Pompadour et Vert Erin (ou Irlande).

#### 4CV Commerciale
La 4CV Commerciale, uniquement de couleur noire, est la version utilitaire de la 4CV. Elle permet de transporter une charge utile de 200 kg et offre un volume intéressant pour les objets transportés, grâce à la suppression de la banquette arrière et du siège avant droit. Un plancher en bois recouvre toute la surface disponible. Les portes arrière sont aveugles, entièrement tôlées, d'où la présence d'un rétroviseur extérieur. Elle présente le même équipement et les mêmes caractéristiques mécaniques que la 4CV Normale. Les utilisateurs préférant une voiture d'apparence moins utilitaire, la version est abandonnée en mars 1952.

#### 4CV Service
Afin de concurrencer la Citroën 2 CV sur son secteur, Renault décide de lancer, en novembre 1952, la 4CV Service, sous l'appellation d'usine : berline simplifiée. La 4CV est ainsi dépouillée à l'extrême afin d'obtenir un prix concurrentiel. L'intérieur est peint, les sièges sont de fabrication sommaire avec une tresse métallique recouverte de tissu. Elle ne possède qu'un seul feu arrière et pas d'indicateur de changement de direction. L'ouverture des portes se fait, très économiquement, par câbles et les glaces des portes arrière sont fixes.
Esthétiquement, elle ne possède ni butoirs ni les six moustaches et il ne lui reste plus que le losange central, logo de Renault. Par contre, dès sa sortie, elle dispose, avant les autres modèles, d'une meilleure capacité du coffre avant, puisque la batterie installée dans le compartiment moteur a permis de placer verticalement, à l'avant du coffre, la roue de secours. La Service est proposée dans un gris mat baptisé « Antoinette », qui en fera un modèle à part. Son manque de confort et design font qu'elle est boudée par la clientèle, laissant la 2 CV seule et irremplaçable dans sa catégorie. Les derniers modèles sortiront en août 1953.

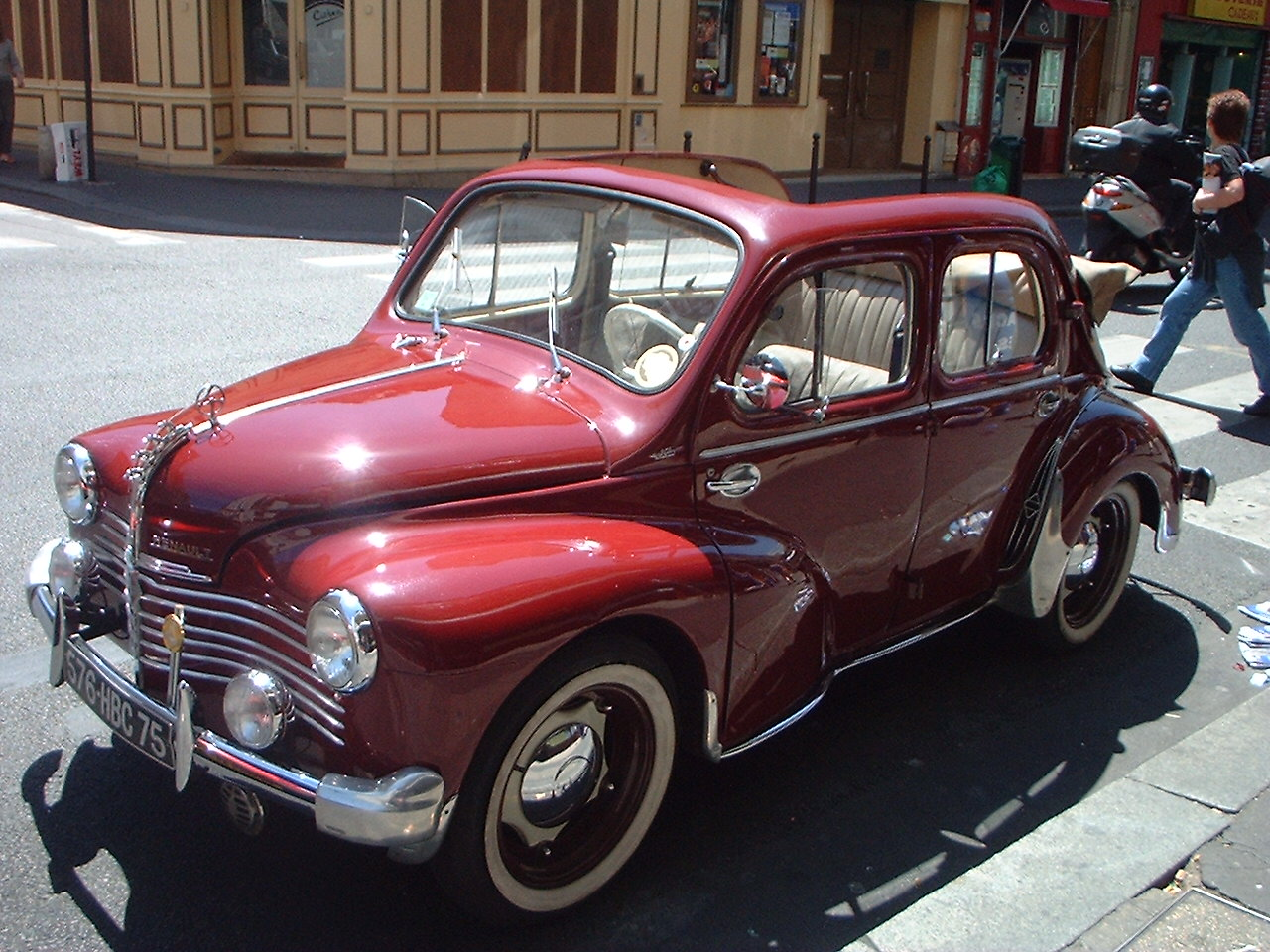
Une 4CV découvrable.

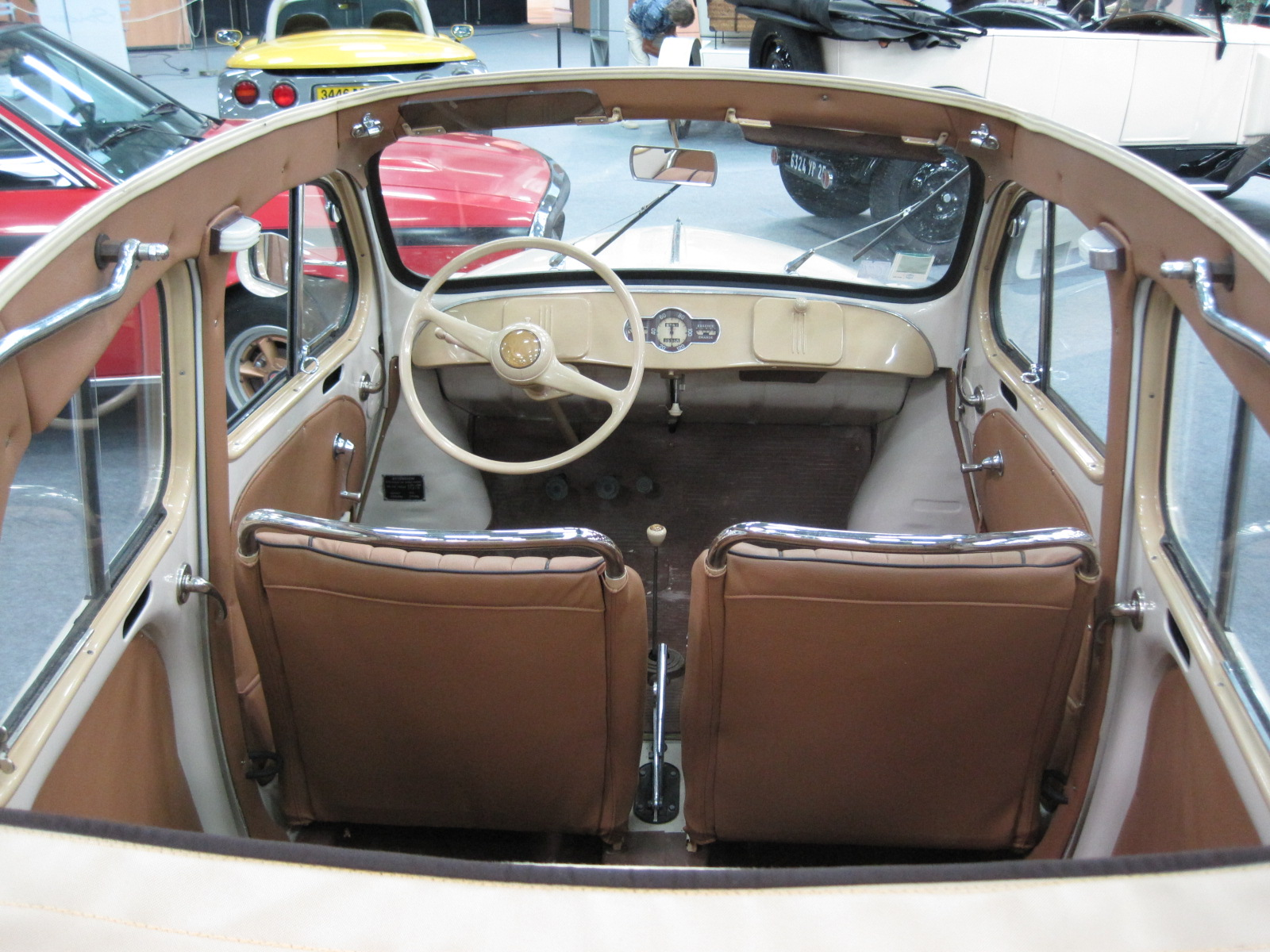
Une 4CV découvrable.

### 4CV découvrable
La 4CV découvrable fit sa première apparition au Salon de Paris de 1949, dans une livrée rouge. Il s'agit d'un type R1060, c'est-à-dire d'une cylindrée de 760 cm3. Un an plus tard, à partir du modèle R1062 de 747 cm3, la 4CV découvrable reçoit des renforts de carrosserie sous la forme de triangles en tôle placés dans les angles supérieurs de l'ouverture du capot moteur. Proposée uniquement en finition « Grand Luxe » riche en chromes, elle apparaît comme une version élaborée de la 4CV.
La dernière 4CV découvrable quitte l'usine le 2 août 1956, bien que les ventes aient commencé à chuter dès 1953. La majeure partie des 9 518 exemplaires de ce modèle furent construits entre 1951 et 1952. Cette production est très faible en comparaison des 1 100 000 voitures produites. Proposée au prix de 535 500 francs en juillet 1951, cette version découvrable est chère, même si ses concurrentes, comme la Dyna Panhard, le sont encore davantage. Le supplément à payer n'est pas mince par rapport aux berlines « Grand Luxe » à 444 500 francs et « Luxe » à 390 500 francs.

### 4CV R1063
Proposée à une clientèle désireuse de participer à des courses automobiles, la 4CV R1063 constitue la première version sportive dérivée d'un modèle populaire Renault. Seuls la carrosserie et le bloc moteur sont de série. La culasse est remaniée pour donner un taux de compression de 8,2, tandis que les pistons, les soupapes et leurs ressorts sont de type différent. L'embiellage renforcé est réalisé en duralumin forgé et traité, et le vilebrequin bénéficie d'un équilibrage plus poussé. Le circuit d'huile a une contenance de quatre litres au lieu de deux sur la 4CV de série. Le moteur, quant à lui, est alimenté par un carburateur double corps Solex 30 AAI (ou Solex 30 PAAI) et développe une puissance de 32 ch SAE à 5 200 tr/min, portant la vitesse maximale à 120 km/h. La puissance des 1063 fut par la suite portée à 35 ch SAE à 5 500 tr/min pour les versions tourisme, grâce à un taux de compression porté à 8,4, garantissant 125 km/h en palier.
Les autres modifications concernent l'embrayage renforcé, la direction moins démultipliée et le montage de quatre amortisseurs à l'arrière. Le comportement routier est ainsi sensiblement amélioré. La planche de bord reçoit un compte-tours, un thermomètre d'eau et un ampèremètre. Deux projecteurs additionnels et un avertisseur de route complètent l'équipement de cette petite sportive. À l'arrière, la 1063 est reconnaissable à ses deux prises d'air supplémentaires, entre les feux et la plaque minéralogique.

### Versions spéciales
La 4CV, par son succès, suscite de nombreuses modifications et de nombreuses versions. Les premières 4CV spéciales sont réalisées dès 1948 par la SAPRAR (Société anonyme Pièces Réparation Accessoires Renault), filiale de Renault, en ajoutant simplement de multiples accessoires chromés. La Splendilux de 1949 est la première 4CV réellement modifiée esthétiquement étant donné que toute la partie avant est redessinée. Au printemps 1950, Duriez, un spécialiste déjà bien connu pour ses transformations des Jeep et Citroën, met au point une carrosserie spéciale.
En 1952, le pilote Louis Rosier, à la tête de la plus grosse concession Renault de France, à Clermont-Ferrand, envisage de produire une berlinette en aluminium. Un prototype est alors dessiné et réalisé par son ami, le carrossier turinois Rocco Motto, mais le projet n'ira pas plus loin, le prix de revient du modèle étant trop élevé.

#### 4CV Pie

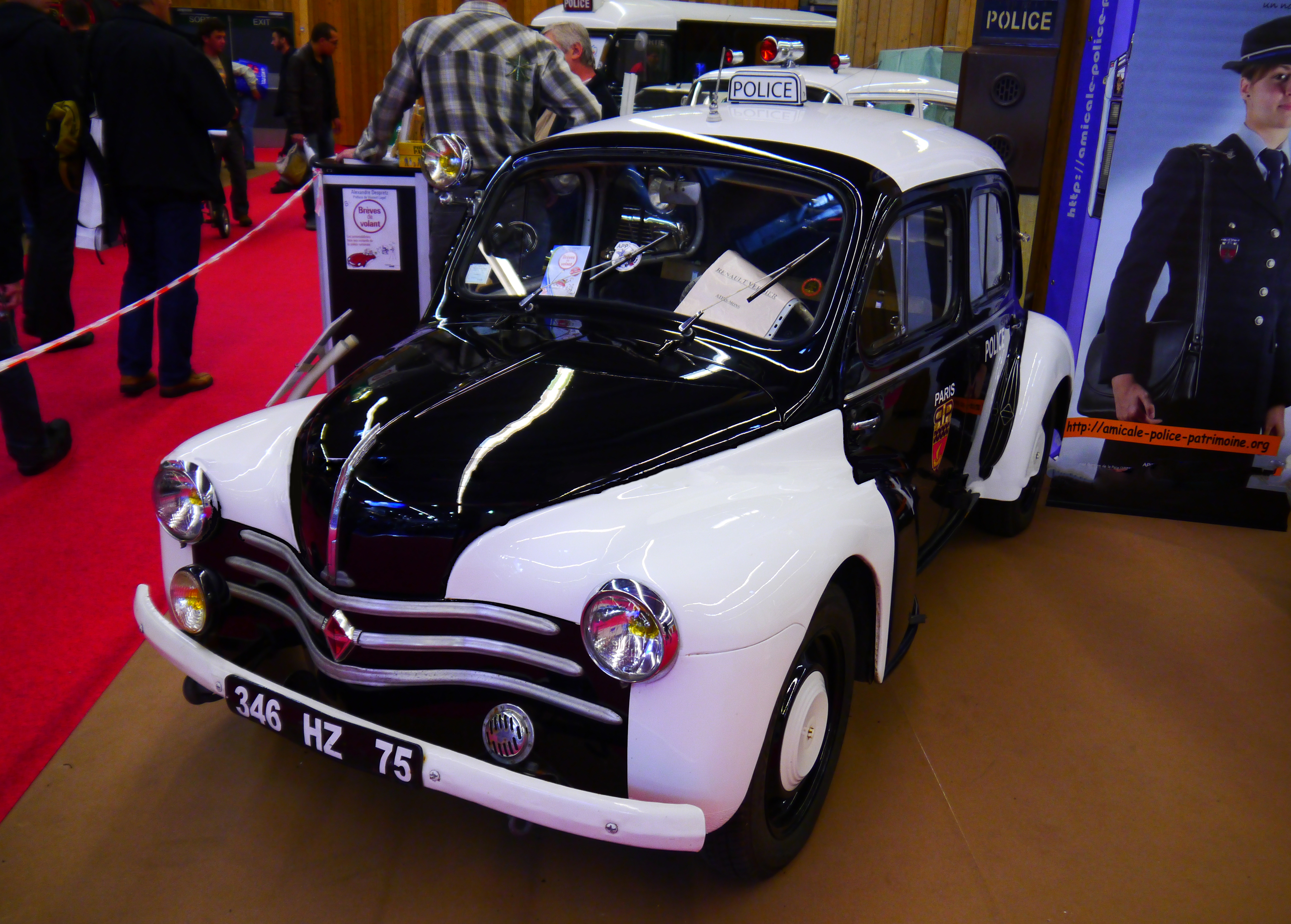
Renault 4CV Pie de la police nationale en 1959.

L'apparition d'un véritable parc automobile dans les années 1950 oblige la police de Paris à s'équiper de véhicules adaptés. Sans véritable concurrence, la 4CV est choisie par M. Gobin, directeur de la police parisienne. En 1952, les établissements Currus, déjà connus pour la transformation en « panier à salade » du fourgon Citroën Type H, développent avec Renault un prototype de présérie, dénommé type « H ».
En 1955, les ateliers de la police parisienne carrossent des berlines spéciales avec des portières échancrées. Peinte de couleur pie (c'est-à-dire en noir et blanc comme le plumage de cet oiseau), cette petite voiture est logiquement surnommée « 4CV pie ». La commande de la préfecture de police de la Seine est de 73 voitures pie. Bénéficiant d'un équipement électrique en 12 volts et d'un embrayage électromagnétique Ferlec, elles subissaient une augmentation de puissance du moteur dans les ateliers de la préfecture par le montage d'une tubulure d'admission et d'échappement spéciale, d'un carburateur de 32, d'une culasse modifiée et par une augmentation du taux de compression. Elles développaient 30 ch et atteignaient une vitesse de pointe de 120 km/h. Par ailleurs, elles étaient dotées d'un phare fouilleur orientable, d'un appareil émetteur-récepteur à ondes courtes pour la communication entre policiers et, enfin, elles étaient protégées par un système antivol Neiman.
Bien d'autres versions spéciales virent le jour pour des usages variés.

## Caractéristiques

### Chaîne cinématique

#### Motorisations

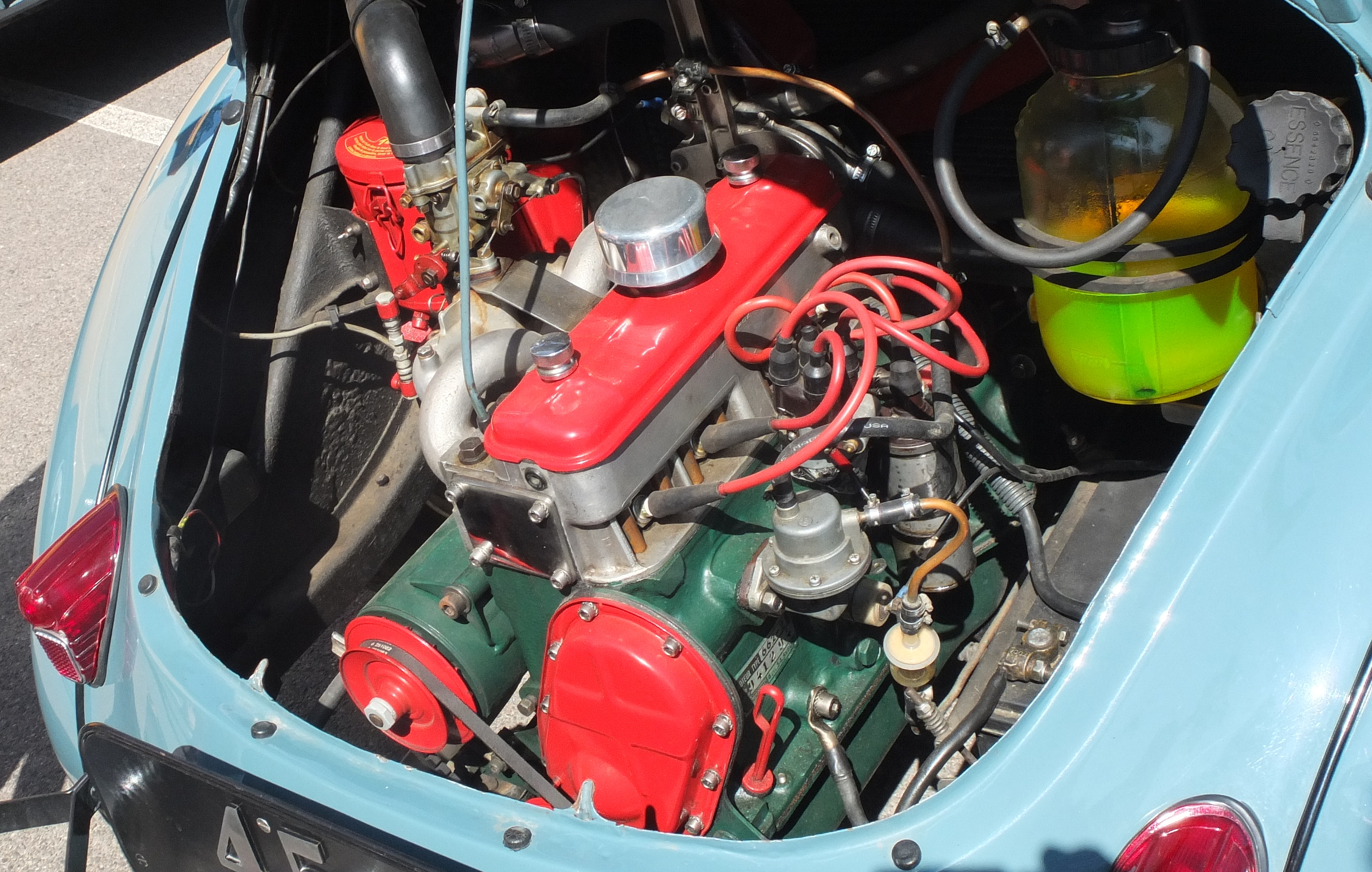
Moteur d'une 4CV de 1961.

Ses principales caractéristiques techniques sont un « moteur Billancourt » placé en porte-à-faux arrière à trois paliers, de 760 cm3 (pour les premiers modèles), puis 747 cm3 à partir d'octobre 1950, à quatre cylindres, à soupapes en tête et arbre à cames latéral, développant 17 puis 21 ch ; des freins hydrauliques à tambours avant et arrière.
Le radiateur, situé entre le moteur et la banquette arrière, bien que faiblement alimenté par les deux bouches d'aération situées en bas et devant les ailes arrière, refroidit suffisamment le moteur, au point qu'un rideau commandé depuis l'intérieur permet de limiter le refroidissement, excessif en hiver. En cette même saison, il était par contre difficile de chauffer l'habitacle non isolé, les vitres se parant de buée dès le premier coup de froid. Pourtant, des bouches d'air chaud sont prévues à la base du pare-brise et, dès 1958, la 4CV sera équipée, tout comme la Dauphine, d'un excellent chauffage Sofica qui résoudra définitivement le problème.
| Modèle et boîte                   | Construction | Moteur                           | Cylindrée | Performance                  | Couple                 | Vitesse maximale | Consommation et émissions de CO2 |
| --------------------------------- | ------------ | -------------------------------- | --------- | ---------------------------- | ---------------------- | ---------------- | -------------------------------- |
| Renault 4CV (boîte méca. 3)       | 1947 - 1953  | 4 cylindres en ligne Billancourt | 760 cm3   | 13 kW (17 ch) à 3 500 tr/min | 180 N m à 1 500 tr/min | 95 km/h          | 5,7 L/100 km                     |
| Renault 4CV (boîte méca. 3)       | 1949 - 1961  | 4 cylindres en ligne Billancourt | 747 cm3   | 15 kW (21 ch) à 4 200 tr/min | 180 N m à 4 200 tr/min | 103 km/h         | 6,5 L/100 km                     |
| Renault 4CV R1063 (boîte méca. 3) | 1950         | 4 cylindres en ligne Ventoux     | 747 cm3   | 26 kW (35 ch) à 5 500 tr/min |                        | 125 km/h         |                                  |

#### Boîte de vitesses

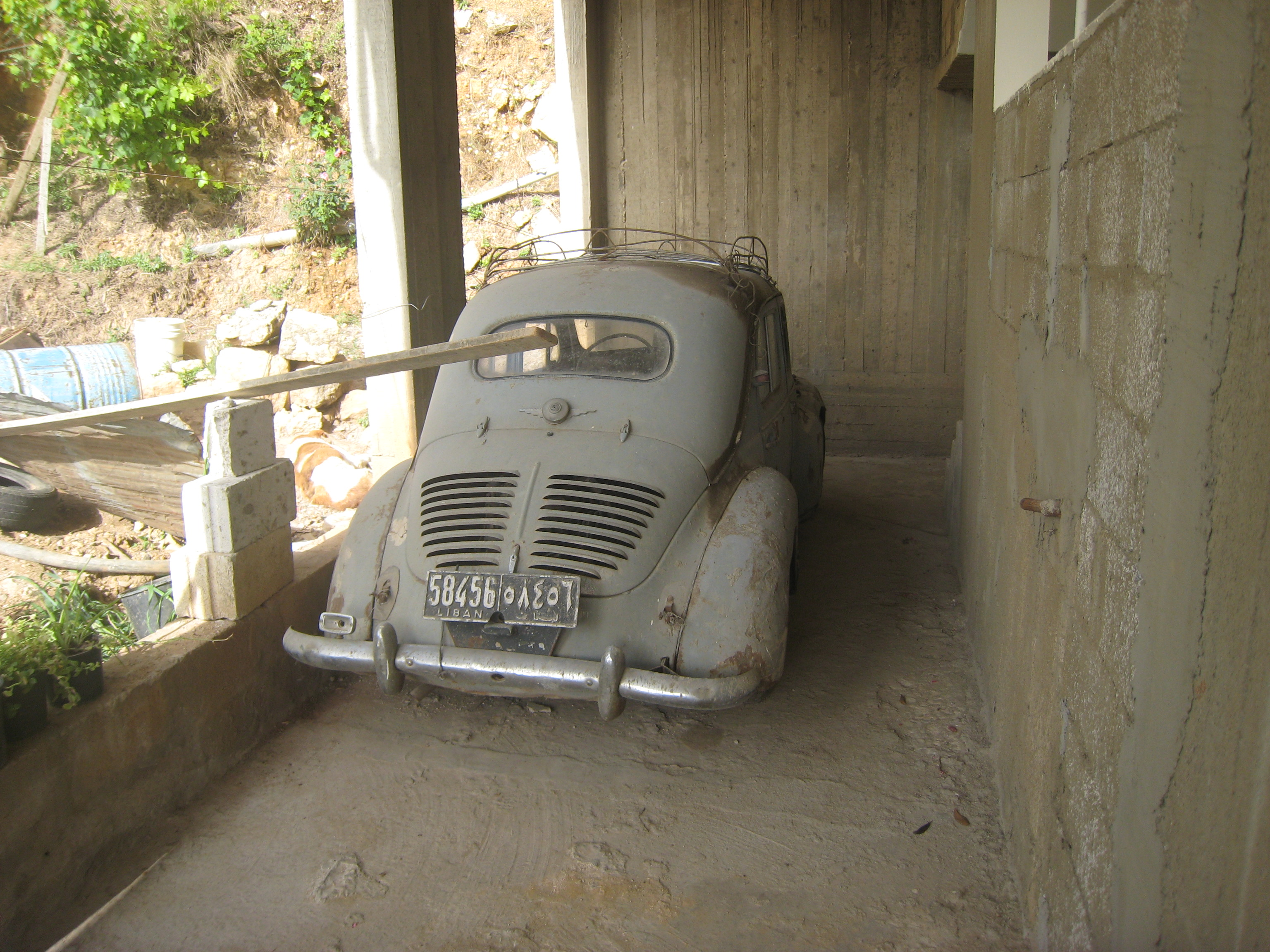
4CV qui a fini sa carrière dans une arrière-cour libanaise.

La Renault 4CV est équipée d'une boîte de vitesses manuelle à trois rapports, à 1re non synchronisée.
À partir des modèles 1956 est proposé un embrayage électromagnétique de marque Ferlec, qui sera repris sur la Dauphine. Présenté au salon de l'automobile de Paris de 1954, l'embrayage automatique Ferlec, étudié et mis au point par Ferodo, est proposé au catalogue l'année suivante. La production en série n'interviendra néanmoins qu'en septembre 1956 et concerne environ trois cents véhicules par mois. Ce dispositif peut équiper tous les modèles, en option seulement. La suppression de la pédale d'embrayage sur une petite voiture de série marque une étape importante dans l'évolution pratique de l'automobile. Le serrage du disque de friction entre les deux plateaux s'effectue grâce à l'action d'un électro-aimant alimenté par la dynamo. La pédale d'embrayage est retirée au profit d'un interrupteur, placé sous le levier de vitesses, qui assure automatiquement la commande de l'embrayage. Un bouton inverseur, placé sur le dessous du support du tableau de bord, permet de brancher l'embrayage sur la batterie pour profiter du frein moteur lors d'une descente prolongée ou pour immobiliser la voiture en côte. Extérieurement, la signature « Embrayage automatique Ferlec » apparaît sur le capot arrière.

### Défauts
La 4CV a des défauts inhérents à sa conception même. Le poids prépondérant à l'arrière, la voie arrière, variable à cause du débattement vertical de la suspension articulée sur la boîte de vitesses et l'effet de béquille qui en résulte, ne favorisent pas la tenue de route. Les passages de roues avant occupent un volume très important dans l'habitacle, ce qui diminue l'espace vital pour les pieds du passager et du conducteur. Le confort « pur » n'est pas idéal non plus, car la caisse n'est pas isolée des bruits de fonctionnement et en raison de la forme et de la dureté des sièges.

## Conséquences
L'augmentation du pouvoir d'achat des Français à partir de 1949 et le retour à de bonnes conditions d'approvisionnement en matières premières vont entraîner un développement très rapide des ventes et faire de Renault le premier constructeur automobile français, lui donnant une avance décisive dans la production en très grande série d'un véhicule particulier dont la production de la 4CV est le premier exemple en France. Cette réussite va aussi donner un grand sentiment de fierté aux ouvriers et aux cadres de ce qui est devenu en 1945 une entreprise nationale sous le nom de Régie nationale des usines Renault. Ils vont alors adhérer à la mission première que leur PDG, Pierre Lefaucheux fixe à l'entreprise : « augmenter le bien-être général en mettant l'automobile à la portée du plus grand nombre », ce qui animera le personnel du constructeur durant de nombreuses années.

## Compétition

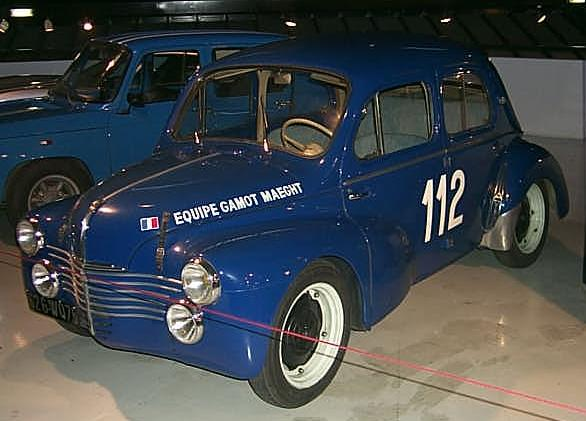
4 CV 1953 (type 1062 modifiée en type 1063), de l'équipage Gamot-Maeght aux Mille Miglia en 1954.

La carrière de la 4CV en compétition automobile commence très tôt, en 1948. Elle s'illustre très rapidement, à l'image des cinq premières places qu'elle rafle lors de la course de côte du Mont Ventoux. Mais la 4CV s'exprime de façon spectaculaire en compétition en 1949 par la victoire des Rosier, père et fils, dans la catégorie 751 à 1 100 cm3 au Rallye Monte-Carlo. Bien que sous-motorisée, elle est agile et s'illustre au cours des années suivantes dans le Tour de France automobile, la Coupe des Alpes et les Mille Miglia avec Jean Rédelé et Louis Pons. D'autres pilotes tels Paul Condrillier, Jean Viazzi ou encore Yvonne Simon obtiendront également de jolis succès.
Mais à cette époque, Renault ne songe nullement encore à aligner la 4CV aux 24 Heures du Mans, vu l'inadaptation de la voiture au circuit.

### 24 Heures du Mans
Non prévenu de l'engagement dans l'épreuve mancelle d'une 4CV en 1949 (écurie Camille Hardy), Renault manifeste une vive hostilité à cette initiative d'engagement. Cinq 4CV sont néanmoins engagées l'année suivante par des équipages privés. Trois d'entre elles terminent la course. Celle conduite par L.V. Sandt et Henri Coatalen, directeur de la société KLG, remporte même sa catégorie à la moyenne de 96,433 km/h. La prestation d'ensemble réussie par les 4CV se révèle encourageante, poussant ainsi Renault à s'impliquer officiellement dès l'édition 1951.
Sensible aux retombées publicitaires attachées à la prestigieuse épreuve, Renault aligne cette année-là une équipe officielle composée de cinq 4CV préparées par l'usine. L'objectif est de viser une victoire de classe. Les voitures sont des R1063 dont le moteur a subi une préparation spécifique portant notamment sur la culasse qui, après avoir été rabotée, fait passer le taux de compression de 8,4 à 9,5. La puissance est ainsi portée à 43 ch à 5 600 tr/min et la vitesse maximale est d'environ 140 km/h. Bien que de série, les carrosseries reçoivent des ailes arrière et des capots en aluminium, tandis que le réservoir d'essence est installé à l'intérieur, dans le compartiment arrière. Sa capacité de 68 litres permet d'effectuer 28 tours de circuit, ce qui correspond aux 377 kilomètres sans ravitaillement imposés par le règlement.
La course se déroule en la présence remarquée de Pierre Lefaucheux qui montre ainsi de manière forte l'engagement de Renault aux 24 Heures. Sur la piste, les 4CV sont à la hauteur de l'évènement. Elles tournent avec une régularité d'horloge et, après 22 heures de course, les cinq voitures engagées par l'usine sont toujours en course. Avec 2 668,755 km parcourus à la moyenne de 111,197 km/h, la voiture de François Landon (créateur, la même année, du Service Compétition de la marque au losange qu'il dirigera jusqu'aux années 1970) associé à André Briat, 24e, remporte la catégorie H. De plus, elle bat le record de la classe de 178 km. Réitérée en 1952, l'aventure mancelle de la 4CV se révélera très décevante, mettant fin à sa carrière aux 24 Heures
Pourtant, en 1953, le célèbre pilote auvergnat, vainqueur du Mans 1950, Louis Rosier (sur Talbot Lago), initie une barquette de course (toujours sur base de 4 cv modifiée et augmentée par le service compétition de Renault. La R1062 devient R1063, puis R1068. La structure légère, en aluminium, capable de monter jusqu'à 180 km/h, participe, dès le mois de juin, aux 24 heures du Mans avec le no 53. Elle est la seule « Renault » à finir la course avec au volant, Jean-Louis Rosier, le fils ainé de Louis, et Robert Schollemann comme copilote. Le tandem termine 23e avec 218 tours parcourus. Cette même « barquette », toujours avec Jean-Louis Rosier comme pilote, participe, en 1955, au VIIe Circuits des Remparts (une course comptant pour le championnat) où elle termine 5e. Ce modèle unique, terminera au rang d'épave enroulée autour d'un platane, en 1963 et sera détruite à jamais.

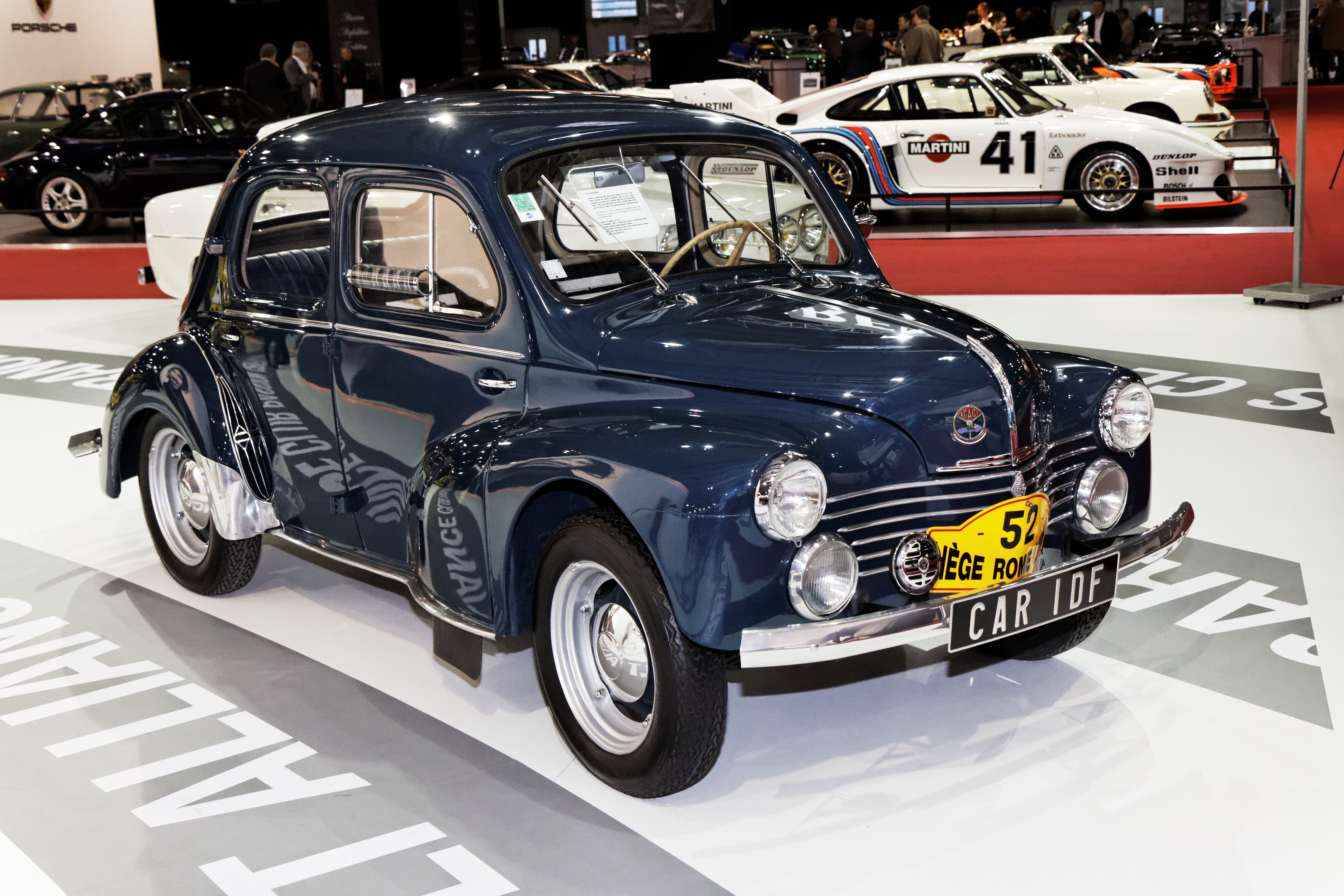
4 CV Type 1063 engagée dans le Liège-Rome-Liège 1952.

### Autres résultats sportifs
- Course de côte du Mont Ventoux (victoire de classe 750 cm3 de François Landon)[33] ;
- Rallye international des Alpes (victoire de classe 1,1 L de François et Mireille Landon)[34] ;
- Grand Prix d'Agadir 1950 (victoire de catégorie Laperouse), 1951 (victoire de catégorie ex æquo Pozzi), et 1952 (victoire de catégorie ex æquos François Landon et Robert La Caze) ;
- Rallye Dieppe-Rouen 1950 et 1953 ;
- Rallye du Mont-Blanc 1951 et 1952 (victoires de classe) ;
- Tour de Belgique automobile 1951 ;
- Rallye autrichien des Alpes 1951 (catégorie Sports Cars)[35] ;
- Rallye de Dax 1951 ;
- 12 Heures de Hyères 1951 (victoire de classe, et à l'indice[36]) ;
- La version TANK 4CV Proto (châssis d'origine conservé : 4CV Bosvin-Michel-Spéciale, ou 4CV BMS) de Guy Michel (et du carrossier Camille Bosvin) remporte le Bol d'or automobile en 1952[37] et 1953[38] (participations de 1950 à 1953) ;
- Rallye Sanremo 1952 (victoire de catégorie pour Annie Bousquet) ;
- Mille Miglia 1952, 1953, 1954 et 1959 (victoires de classe, notamment par Féret en 1959) ;
- Rallye Paris - Saint-Raphaël Féminin 1952, 1953 et 1955 ;
- Rallye des Routes du Nord 1952 et 1953 ;
- Rallye des Lions 1952 et 1953 (victoires de catégories) ;
- Tour de France automobile 1952 (classe 750 cm3) et 1953 (victoire et deuxième places des voitures de série) ;
- Liège-Rome-Liège 1952, 1954 et 1956 (victoires de classe) ;
- Rallye Alpin (15e) 1952 (victoire de classe 750 cm3)[39] ;
- Coupe des Essarts 1953 ;
- Rallye de Lisbonne 1953 ;
- Coupe des Dames au Rallye Monte-Carlo 1953 et 1954 (Madeleine Pochon);
- Critérium des Alpes 1954 (victoire de classe et deuxième place au général);
- Stella Alpina 1954 (victoire de classe)[40],
- Rallye de Genève 1954 ;
- Rallye Grasse-Alpin 1955 ;
  - 3e du tour de France automobile 1952.